# Gottlieb Schneider (Politiker)
Gottlieb Schneider (* 25. August 1828 in Frutigen; † 5. März 1884 in Interlaken) war ein Schweizer Politiker und Richter. Von 1857 bis 1860 gehörte er dem Nationalrat an.

## Biografie
Der Sohn eines Handelsmanns nahm 1847 am Sonderbundskrieg teil, später war er Major und Kommandant des Reservebataillons 89. Schneider studierte 1848/49 Theologie, von 1849 bis 1853 Recht an den Universitäten Bern und München. 1853 erhielt er das Patent als Rechtsanwalt und eröffnete eine Kanzlei in Frutigen. Von 1857 bis 1869 präsidierte er das Amtsgericht in Frutigen, anschliessend war er in Interlaken erneut als Rechtsanwalt tätig.
Schneider vertrat radikalliberale Ansichten, zu seinem Freundeskreis gehörten Bundesrat Karl Schenk sowie die Nationalräte Eduard Marti, Walther Munzinger und Johann Weber. Von 1854 bis 1857 sass er im Grossen Rat des Kantons Bern. Er kandidierte bei den Nationalratswahlen 1857 und wurde im Wahlkreis Oberland gewählt; drei Jahre später verzichtete er auf die Wiederwahl. 1863 schlug er die Wahl in den Berner Regierungsrat aus.